# Перси, Пьер Франсуа
Пьер-Франсуа́ Перси́ (фр. Pierre-François Percy; 28 октября 1754 — 18 февраля 1825) — французский врач и хирург, один из основателей военно-полевой хирургии. Был руководителем медицинской службы Великой армии Наполеона во время наполеоновских кампаний в Германии и Польше и присутствовал в битвах при Йене и Фридланде.

## Биография
Пьер-Франсуа Перси родился 28 октября 1754 года в Монтаньи, Франш-Конте (ныне Верхняя Сона). Его отец, Клод Перси, был хирургом в деревне и ранее служил хирургом во французской армии. На доме, где родился Перси, до сих пор висит мемориальная доска в память о его достижениях.
Умер 18 февраля 1825 года и был похоронен на кладбище Пер-Лашез в Париже. У него не было детей.

## Карьера
После учёбы в университете г. Безансон Перси был назначен майором-хирургом Беррийского кавалерийского полка в 1782 году.
Во время войн Французской революции и империи он изобрел новый вид «скорой помощи» (особый тип санитарных повозок, известный как «вурст»), который можно было использовать на поле боя, а также пробковые шарики и хирургический колчан.
Он служил на главных полях сражений империи и стал главным хирургом Великой армии, но был вынужден покинуть армию после 1809 года из-за проблем со зрением. Его сменил на посту главного хирурга Великой армии Николя Эртелу (1750—1812).
Перси возобновил службу в 1814 году, и его поведение снискало ему уважение союзных армий.
Был вынужден уйти в отставку во время Реставрации и умер в Париже 18 февраля 1825 года.
Перси был членом (с 1807) и президентом (с 1821 года) Академии наук, национальной Академии медицины (с 1820 года), командором ордена Почетного легиона и бароном Империи, награждён российским орденом Св. Анны, высшими орденами Пруссии и Баварии за организацию и оказание медицинской помощи 12 тысячам раненых русско-прусской армии, вступившей в Париж в 1814 году.

## Признание
Имя Перси украшает северную колонну Триумфальной арки в Париже.
На картине Антуана-Жана Гро 1808 года «Наполеон на поле битвы при Эйлау» слева от императора можно увидеть Перси, одетого в красную шаль и подающего знак помощнику врача, который перевязывает литовского гусара.

## Научная деятельность
Перси, пожалуй, наиболее известен своим «Кампанским журналом», который был опубликован в 1904 году историком из Франко-Контуа Эмилем Лонженом. Дневник представляет собой регулярный отчет о жизни Перси во время кампаний в ходе революционных и наполеоновских войн. Некоторые рукописи были утеряны за 79 лет, прошедших между смертью хирурга и публикацией журнала; однако труды Перси о кампаниях 1806 и 1807 годов в Германии и Польше почти завершены. Журнал также включает заметки о кампаниях 1799 и 1800 годов в Гельвеции и Германии, Аустерлицкой кампании 1805 года и кампании в Испании (1808—1809). В 1792 году также опубликована книга «Руководство армейского хирурга» (фр. Manuel du chirurgien d’armée).
Дневник Перси описывает зачастую ужасные условия армейской жизни и военной хирургии, а также хаос, который наступал после крупных сражений.